# Musculus stapedius
Der Musculus stapedius (lat. für „Steigbügelmuskel“) gehört zusammen mit dem Musculus tensor tympani zu den beiden Binnenmuskeln des Mittelohrs.

## Anatomie

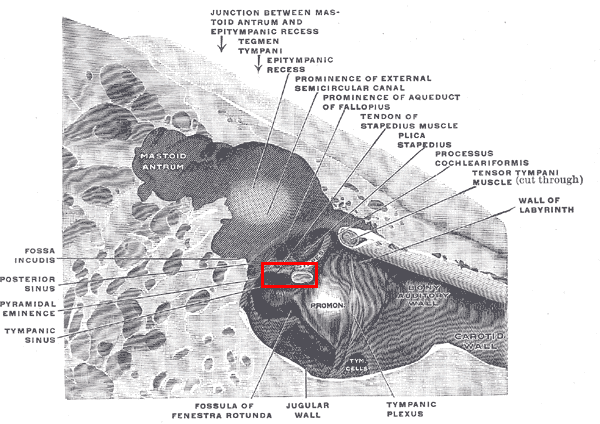
Mittelohr mit Sehne des Musculus stapedius und Steigbügelköpfchen (rot eingerahmt)

Der Muskel hat seinen Ursprung innerhalb der Eminentia pyramidalis (lat. für pyramidenförmiger Vorsprung) im Sinus tympani (lat. für Bucht der Paukenhöhle) im Bereich der hinteren Wand der Paukenhöhle. Seine Sehne verlässt die Eminentia pyramidalis durch eine kleine Öffnung und zieht nach vorne zum Steigbügelhals, wo sie ansetzt. Die Innervation erfolgt durch den Nervus stapedius.
Der Musculus stapedius ist mit 7 mm Länge der kleinste im menschlichen Körper vorhandene quergestreifte Muskel.

## Funktion
Der Musculus stapedius hat im Ruhezustand keinen Einfluss auf das Hören. Über einen durch lauten Schall ausgelösten Reflexbogen, den Stapediusreflex, verkantet er die Fußplatte des Steigbügels in der Fenestra ovalis (lat. für ovales Fenster) und spannt dadurch das Ligamentum anulare (lat. für ringförmiges Band rund um die Steigbügelfußplatte). Der Reflex setzt bei Schallpegeln von 70 bis 95 dB (Stapediusreflexschwelle) ein und ist etwa 50 ms nach Einsatz des Schalls wirksam. Er setzt die Schwingungsfähigkeit des Steigbügels (Stapes) herab, schwächt damit die Schwingungsübertragung auf die Perilymphe des Innenohres ab und schützt so das Innenohr vor hohen Schallpegeln. Der Muskel kontrahiert sich, auch bei einseitigem Schallreiz, immer beidseitig. Er ermüdet nicht, Dauerreiz wird mit einer langanhaltenden Kontraktion beantwortet. Vor sehr kurzen Schallereignissen wie einem Gewehrknall schützt er aufgrund seiner langen Latenzzeit dagegen nicht.